# Facifica Falayfay
Facifica Falayfay è un film del 1969 diretto da Luciano B. Carlos e interpretato da Dolphy. È tratto dall'omonimo fumetto ideato da Mars Ravelo e pubblicato dalla Pilipino Komiks.
Annoverato tra i migliori lavori del regista, è stato altresì definito "il film queer per eccellenza" di Dolphy, quest'ultimo comico noto per aver interpretato numerose pellicole a tematica LGBT nel corso della sua prolifica carriera.
Nel 1987 uscì un sequel, Mga anak ni Facifica Falayfay, diretto da Romy S. Villaflor e con lo stesso Dolphy, Roderick Paulate, Zsa Zsa Padilla e Rolly Quizon.

## Trama
Pacifico è cresciuto come una ragazza dalla madre Kobay, che da sempre desidera avere una figlia femmina. Alla morte della madre, il padre e i fratelli cercano di sviluppare la sua mascolinità in quanto contrari alle sue scelte di vita. Fiero omosessuale, Pacifico è tuttavia più noto alla comunità come Facifica Falayfay, nomignolo in pieno slang LGBT. Successivamente il giovane incontra la bella e attraente Ligaya, una stella del cinema per cui nutre profonda ammirazione: ben presto si innamora di lei e sente il bisogno di proteggerla, arrivando così a scontrarsi con la propria identità sessuale.

## Personaggi e interpreti
- Pacifico/Facifica Falayfay, interpretato da Dolphy
- Padre di Facifica, interpretato da Panchito Alba
- Ligaya, interpretata da Pilar Pilapil
- Rod Navarro
- Martin Marfil
- Aling Kobang, interpretata da Dely Atay-atayan

## Produzione
Il film è un adattamento cinematografico dell'omonimo fumetto ideato da Mars Ravelo e pubblicato dalla Pilipino Komiks nel 1968.

## Sequel
Nel 1987 uscì il sequel Mga anak ni Facifica Falayfay, con protagonisti lo stesso Dolphy, Roderick Paulate, Zsa Zsa Padilla e Rolly Quizon.